# Coyuca de Catalán (kommun)
Coyuca de Catalán är en kommun i Mexiko.   Den ligger i delstaten Guerrero, i den södra delen av landet, 250 km sydväst om huvudstaden Mexico City. Antalet invånare är 42 069. Arean är 922 kvadratkilometer.
Terrängen i Coyuca de Catalán är bergig åt sydväst, men åt nordost är den kuperad.
Följande samhällen finns i Coyuca de Catalán:
- Coyuca de Catalán
- Amuco de la Reforma
- Paso de Arena
- El Naranjo
- Arroyo Grande
- Río Florido
- San Juan Chámacua
- San Juan de la Cruz
- Rincón de Chámacua
- Los Terrones
- Coyol
- Pungarabatito
- El Durazno
- Las Mesas de Pineda
- Pancira
- El Puerto del Oro
- San José
- Pantoja
- San Fernando
- El Pescado
- Los Pozos
- Manchón Parotas
- Juntas del Río Frío
- Tario
- El Ancón
- Pocitos de Catana
- Pueblo Nuevo
- El Mono
- Manchón de Amuco
- El Ídolo